# نولان مترامي
نولان مترامي (الاسم العلمي:Nolana humifusa) هو نوع نباتي يتبع جنس النولان من فصيلة الباذنجانية.